# Ebba Årsjö
Ebba Anna Kristina Årsjö, född 12 januari 2001 i Oskarshamn, är en svensk alpin skidåkare som tävlar i parasport. Hon tävlar för klubben Vemdalens IF Alpina. Årsjö tävlar i klassen LW4, där åkarna har en nedsättning i ena benet eller saknar ett ben under knäet och kör på två skidor. Hennes farbror, Johannes Årsjö, har vunnit Sveriges starkaste man nio år i rad.
Årsjö tog två guld och ett brons vid paralympiska vinterspelen 2022.
Årsjö bor i Uppsala tillsammans med pojkvännen Joel Ohlsén (född 1999).

## Karriär
Årsjö är uppväxt i Norrköping och började som sexåring med alpin skidåkning. Hon gick på skidgymnasiet i Östersund och tävlade fram tills 18 års ålder på lika villkor som andra trots att hon har en funktionsvariation. Årsjö föddes med Klippel-Trénaunays syndrom, vilket gör att hennes högra ben inte har kunnat bilda muskler i samma utsträckning som det friska vänsterbenet, att benet saknar hudlager samt att hon inte har någon trampdyna.

### Första FIS-tävlingarna, parasportdebut
I november 2017 gjorde Årsjö sina första FIS-tävlingar vid storslalomen i Kåbdalis, där hon även tog sin första pallplats och slutade tvåa. Under hösten 2019 klassades Årsjö in som LW4 (nedsatthet muskelfunktion i ben) och fick börja tävla i parasport. Vid sin första internationella tävling i Landgraaf tog hon fyra segrar, varav två i WPAS (World Para Alpine Ski) och två i Europacupen. I november och december 2019 tog Årsjö totalt sju segrar i de båda tävlingarna.
I januari 2020 debuterade Årsjö i världscupen i slovenska Kranjska Gora och vann storslalomen, vilket var Sveriges första alpina världscupseger på över 15 år. Hon tog totalt två världscupssegrar i storslalom under sin debutsäsong 2019/2020. I världscuppremiären 2020/2021 tog Årsjö sin tredje seger i storslalom framför ryska Varvara Vorontjichina och franska åttafaldiga paralympiska guldmedaljören Marie Bochet. Hon tog tre av fyra möjliga segrar under den första världscupveckan i Veysonnaz, Schweiz. En vecka senare tog Årsjö sin första världscupseger i super-G.

### Dubbla VM-guld, tre Paralympics-medaljer och priser
I april 2021 blev Årsjö tilldelad Radiosportens pris Årets Stjärnskott för år 2020, som delas ut till idrottare inom paraidrotten. I januari 2022 vid Para-VM i norska Lillehammer (mästerskapet var uppskjutet från 2021 på grund av Covid-19-pandemin) tog Årsjö guld i slalom, vilket var Sveriges första sedan 2004. Hon tog även guld i parallellslalom och avslutade sitt första VM med dubbla guld. Under samma månad vid Svenska Idrottsgalan var Årsjö nominerad till Årets nykomling, ett pris som vanns av friidrottaren Maja Åskag. Följande månad blev hon tilldelad Svenska Dagbladets idrottsstipendium, även kallat Lilla Bragdguldet för år 2021.
I februari 2022 blev Årsjö uttagen i Sveriges trupp till paralympiska vinterspelen 2022 i Peking. Hon började Paralympics med att ta brons i stående störtlopp, vilket var Sveriges första medalj i alpint vid Paralympics sedan Ronny Persson tog medalj i Salt Lake City 2002. Två dagar senare tog hon även ett guld i stående superkombination, vilket består av både super-G och slalom. Guldmedaljen var Sveriges första sedan Helene Ripa vann 15 km längdskidor i Sotji 2014. Hon körde därefter ur i storslalom, men tog dagen efter urkörningen spelens andra guld och totalt tredje medalj då hon vann slalomtävlingen.
I juni 2022 tilldelades hon Victoriapriset. Den 9 november 2022 meddelade Årsjö att hon inte längre kommer att tävla i störtlopp.
Säsongen 2023–2024 vann hon den totala Världscupen för första gången.
I alpina para-VM i februari 2025 vann Årsjö guld i slalom och storslalom.

## Resultat

### Paralympiska spel
Årsjö har deltagit i ett paralympiskt vinterspel och har vunnit tre medaljer: två guld och ett brons.
| Tävling     | Störtlopp | Super-G | Storslalom | Slalom | Superkombination |
| ----------- | --------- | ------- | ---------- | ------ | ---------------- |
| Peking 2022 | Brons     | 4:e     | DNF        | Guld   | Guld             |

### VM
Årsjö har deltagit i tre världsmästerskap och har vunnit åtta medaljer, varav samtliga guld.
| Tävling          | Super-G | Superkombination | Storslalom | Slalom | Parallellslalom |
| ---------------- | ------- | ---------------- | ---------- | ------ | --------------- |
| Lillehammer 2022 |         |                  |            | Guld   | Guld            |
| Espot 2023       | Guld    | Guld             | Guld       | Guld   |                 |
| Maribor 2025     |         |                  | Guld       | Guld   |                 |

## Meriter
- Utsedd till Årets Stjärnskott av Radiosporten: 2020
- Mottagare av Svenska Dagbladets idrottsstipendium: 2021
- Mottagare av Victoriapriset: 2022